# Warcraft: The Beginning
Warcraft: The Beginning (eller bara Warcraft) är en amerikansk fantasyfilm regisserad av Duncan Jones och skriven av Jones, Charles Leavitt och Chris Metzen. Den är baserad på datorspelsserien Warcraft och dess romaner som utspelar sig i världen Azeroth. Filmens roller spelas av Travis Fimmel, Paula Patton, Ben Foster, Dominic Cooper och Toby Kebbell. Filmen skildrar de första mötena mellan människor och orcher och sker i en mängd olika platser som är etablerade i spelserien.
Filmen tillkännagavs först 2006 som ett samarbetsprojekt mellan Legendary Pictures och spelseriens utvecklare Blizzard Entertainment. Filmen hade Sverigepremiär den 27 maj 2016. I USA hade filmen premiär den 10 juni 2016.

## Rollista
- Travis Fimmel - Sir Anduin Lothar
- Paula Patton - Garona Halforcen
- Ben Foster - Medivh
- Dominic Cooper - Kung Llane Wrynnarkness
- Toby Kebbell - Durotan
- Ben Schnetzer - Khadgar
- Robert Kazinsky - Orgrim Doomhammer
- Daniel Wu - Gul'dan
- Ruth Negga - Lady Taria Wrynn
- Anna Galvin - Draka
- Clancy Brown - Blackhand
- Terry Notary - Grommash Hellscream
- Dylan Schombing - Prins Varian Wrynn
- Michael Adamthwaite - Kung Magni Bronzebeard
- Callum Keith Rennie - Moroes
- Burkely Duffield - Callan
- Dean Redman - Varis
- Glenn Close - Alodi